# ろるらり
ろるらり（1996年4月24日 - ）は、日本のイラストレーター、モデル。岩手県出身。講談社ミスiD2018 グランプリに選出。

## 略歴
岩手県一関市で8人兄弟の7番目の長女として出生。唯一の女児としてかわいがられて育つ。この生い立ちを講談社・小林司は「そんじょそこらの映画や小説よりおもしろい」と例え、吉田豪は「ビジュアル良し、画力良し、（面接で話したことは）おそらくは諸事情でほとんど表に出せないだろうけど、人生経験良し」と語っている。
岩手県立不来方高校卒業後、金沢美術工芸大学に進学（2018年現在休学中）大学のニックネームだった「ボルダリ」と本名の子音を合わせたというろるらり、並びにrorurariをアーティスト名としてイラストレーター兼モデルとして活動。
2017年3月「禁断の多数決」のライブにて飛び入りでバックダンサーをしたところ、前述した小林司にスカウトされ、ミスiDのコンセプトに共感しオーディション挑戦を決意。同年11月3日、講談社主催「ミスiD2018グランプリ」を兎遊とともに受賞。「歌って踊れなくても誰もが誰かのアイドル」と小林から賛辞を贈られた。当時デザイン会社への就職とイラストレーターとしての独立とで迷っていたが、「絵を描くことは続けていきたいと思っています」と受賞時のインタビューで答えている。
2018年6月、女性を描く際の参考資料としてグラビア雑誌に親しみがあったことがきっかけとなり、集英社「週刊プレイボーイ」で水着および下着グラビアを初披露した。
2025年3月発売の『LARME』より漫画作品『いちごパック』を連載開始（原作及びネームはLARME編集部が担当）。

## 人物
幼少時より唯一心を開けるのが絵をかく時間であったが、美術部のない学校であったため、高校でやっと美術部に入った。「何かを創ること」だけが青春だったという。
友人の作品を手伝ったりモデルを引き受けるあまり、自分の作品に没頭できない時期もあった。
好きなものは年季の入った着ぐるみ、廃遊園地、フエキのりの容器、純喫茶、B級スポットなどで自身の作風にも取り入れている。イラストのテーマとしているのは「シニカル」。
大学生の時に、一度は就職して社会人を経験した方がいいと思って就職活動をし、デザイン系の企業を何社か受けたことがあったが、結局就職活動はうまく行かず「ミスiDしか受からなかった」と話していたことがある。

## 出演

### モデル
- 集英社「週刊プレイボーイ 2018年6/11号」（2018年5月）
- 集英社 週プレnet Extra「くせになるかわいさ。」（2018年5月）
- 扶桑社「SPA! 2020年1月14日・21日合併号」新春旬撮ガール（2020年1月）
- 扶桑社「SPA! 2020年3月17日号」美女地図（2020年3月）
- SUZURI by GMOペパボ「日常に生きるあの子」（2019年6月）
- 光文社「bis 2020年5月号」Oh! MY PINK（2020年4月）
- 集英社「週刊プレイボーイ 27・28合併号」（2020年6月）
- 扶桑社「旬撮ガールvol.7 別冊SPA!」（2020年8月）

### テレビ・CM（広告等）
- テレビ朝日「徳井義実×大橋未歩〜他人の家のぞき見妄想バラエティ〜妄想不動産」（2018年12月）[9]
- よろづや観光株式会社「旅館 葉渡莉」20周年ムービー（2018年5月）[3]
- Honda「U-select」（2019年10月）
- おやつカンパニー「ベビースターラーメン」屋外広告（2020年2月）

### 映画
- 血を吸う粘土〜派生（2019年10月）- さえ 役[9]

### ミュージック・ビデオ
- 禁断の多数決「トワイライト (Bell Rings Ver.)」（2017年12月）[10]
- ナオト・インティライミ「Start To Rain」（2018年9月）
- 忘れらんねえよ「踊れ引きこもり」（2018年10月）
- MIGMA SHELTER「TOKYO SQUARE」（2019年12月）[11]

### WEB
- 週プレNEWS「現役美大生で『ミスｉＤ２０１８グランプリ』ろるらりがなぜグラビアに？」（2018年5月）
- モデルプレス「1度見たらもう虜！くせになる可愛さ」（2018年5月）
- 日刊SPA!「この美女は何者？グラビア2度目とは思えない「ろるらり」とは」
- 光文社「イラストレーター・ろるらりちゃんが語る♪「ピンクは呪いと救い」Oh! MY PINK（2020年4月）

### イベント
- SAMMA DISCO by Gohan Disco & Samma Party（2017年9月30日、東京・キラリトギンザ屋上）[12]
- ミスiDフェス2018（2017年11月3日、東京・有明TFTホール）
- ミスiD2018おひろめカフェ・Lunch編、Dinner編（2017年11月25日、東京・野菜倶楽部 oto no ha Cafe）
- ミスiD2018戦記（2017年12月9日、東京・新宿ロフトプラスワン）
- ろるパ（2018年4月23日、東京・Shibuya Loft9）
- 加賀温泉郷フェス2018（2018年7月21日、山代温泉・瑠璃光）※DJ
- 加賀温泉郷フェス2019（2019年7月20日、山代温泉・瑠璃光）※ライブペイント
- シャニムニ〜屋根裏企画・３人の伝説のたち（2019年8月23日、東京・Shibuya Loft9）
- 不純喫茶ろる（2019年11月4日、東京・Shibuya Loft9）

## イラスト

### 雑誌
- 翔泳社「ILLUSTRATION 2020」（2019年11月）
- 光文社「bis」イラスト、キャラクターデザイン

### ポスター
- 渋谷ヒカリエ「Present for me by BASE」[13]（2019年12月19日 - 23日）メインビジュアル

### コラボグッズ
- サンリオ「FANCY SANRIO CHARACTERS」[13]（2020年1月）オリジナルパーカー、ポストカード等デザイン
- 未来日本酒店 「川後酒店inラフォーレ原宿」（2020年2月）オリジナル日本酒、キーホルダー等デザイン

### 展示
- NEO TOKYO（2019年5月31日 - 6月12日、トーキョーカルチャート by BEAMS）
- SUMMER HUNT 2019（2019年7月16日 - 21日、ギャラリールモンド）
- 加賀温泉郷フェス2019（ライブペイント）
- 個展「ろるランド」（2020年8月4日 - 16日、ギャラリールモンド）

### テレビ
- テレビ朝日「徳井義実×大橋未歩〜他人の家のぞき見妄想バラエティ〜妄想不動産」イラスト、キャラクターデザイン
- テレビ朝日「あざとくて何が悪いの？」キャラクターデザイン

### 作品集
- 100 CHANGES OF KIGURUMI USAGI（2018年12月）[14]

### 漫画
- いちごパック（2025年3月No.64 - 、LARME「LARME」連載）（原作：LARME）

### その他
- SUZURI by GMOペパボ「日常に生きるあの子」Tシャツイラスト、デザイン
- femme fatale アートディレクション・グッズデザイン[15]
- 川上奈々美7周年記念Tシャツ（2019年1月）